# Job 16
Job 16 es el decimosexto capítulo del Libro de Job en la Biblia hebrea o el Antiguo Testamento del Cristianismo . El libro es anónimo; la mayoría de los estudiosos creen que fue escrito alrededor del siglo VI a. C. Este capítulo recoge el discurso de Job, que pertenece a la sección Diálogo del libro, y comprende Job 3:1–Job 31:40.

## Comentario previo a 16:1-17:16
En esta intervención, Job no sigue una secuencia lógica definida, sino que desarrolla una serie de temas que se entrelazan con gran carga emocional: el reproche a sus amigos (16,2-6), el lamento por el trato recibido de Dios (16,7-17), un canto de esperanza (16,18-22), una súplica marcada por el dolor (17,3-7) y una respuesta a la enseñanza defendida por sus interlocutores (17,8-16). El comienzo está marcado por una queja áspera contra quienes llama «consoladores funestos» (16,2). Job reconoce que, incluso si se diera la improbable inversión de papeles, él podría pronunciar las mismas palabras vacías que ahora escucha (16,3-6).
Le sigue un lamento profundo, dirigido a Dios como único responsable de su estado (16,7-17). Cuatro imágenes de gran intensidad transmiten su sentimiento: una fiera que destroza a su presa (16,9), un depredador que aplasta el cráneo (16,12), un arquero que dispara certeramente contra su blanco (16,12-13) y un guerrero que embiste con violencia (16,14). Este pasaje se cuenta entre los más apasionados del libro, al contraponer la indignación y la impotencia de Job frente al poder divino, describiendo su miseria con crudeza: un ser abatido y humillado que se retira vencido (16,15-17). Tras el lamento surge un canto de esperanza (16,18-22), donde Job afirma que Dios, desde el cielo, es testigo de su dolor, defensor de su inocencia (16,19) y árbitro en el conflicto (16,21). La misma intensidad que impulsa sus quejas alimenta aquí su confianza.
La oración posterior (17,1-7) conserva rasgos propios de los salmos de súplica personal: la presión de los adversarios (17,1-2), la soledad y el abandono (17,4-7) y un ruego cargado de emoción (17,3). Aunque la ausencia de un sujeto explícito en varios verbos dificulta la lectura, se percibe con claridad la confianza del humillado que acude a Dios seguro de ser escuchado. El discurso concluye (17,8-16) con una réplica sapiencial a la doctrina de los amigos. Ante la brevedad de la existencia (17,11), el esfuerzo infructuoso de los sabios por resolver las dudas (17,12) y la cercanía de la muerte (17,14), se mantiene el clamor de quien, en medio del sufrimiento (17,13.15), no encuentra dónde depositar su esperanza. La pregunta «¿Dónde está mi esperanza?» (17,15) parece aludir implícitamente a Dios, no a la vida terrena, en sintonía con Sal 39,8: «Ahora, Señor, ¿qué puedo esperar? Mi esperanza está en Ti». Gregorio Magno interpreta estas palabras en ese mismo sentido.

¿Qué otra cosa puede ser la esperanza de los justos, sino sólo Dios que es justo y justificador, que descendió espontáneamente hasta las penalidades del género humano y redimió con su justicia a los cautivos de la muerte? Por eso no cesaban de esperar esa presencia de Dios que, aun sabiendo que había de llegar, deseaban que llegara cuanto antes.

## Texto
El texto original está escrito en lengua hebrea. Este capítulo se divide en 22 versículos.

### Testimonios textuales
Algunos manuscritos antiguos que contienen el texto de este capítulo en hebreo pertenecen al Texto masorético, que incluye el Códice de Alepo (siglo X) y el Codex Leningradensis (1008). Se encontraron fragmentos que contienen partes de este capítulo en hebreo entre los Rollos del Mar Muerto, incluyendo 4Q100 (4QJobb; 50–1 a. C.) con los versículos 15–17 conservados.

## Análisis
La estructura del libro es la siguiente:
- El prólogo (capítulos 1-2)
- El diálogo (capítulos 3-31)
- Los veredictos (32:1-42:6)
- El epílogo (42:7-17)

Dentro de la estructura, el capítulo 16 se agrupa en la sección Diálogo con el siguiente esquema:
- La maldición y el lamento de Job (3:1-26)
- Primera ronda (4:1-14:22)
- Segunda ronda (15:1–21:34)
  - Elifaz (15:1–35)
  - Job (16:1–17:16)
    - Sois consoladores miserables (16:1–5)
    - Lamentándose de su suerte (16:6–17)
    - La posibilidad de un testigo celestial (16:18–22)
    - La falta de esperanza (17:1–2)
    - Hablando con Dios (17:3–5)
    - Quejándose a sus amigos (17:6–10)
    - La desesperación actual de Job (17:11–16)

  - Bildad (18:1-21)
  - Job (19:1-29)
  - Zofar (20:1-29)
  - Job (21:1-34)
- Tercera ronda (22:1-27:23)
- Interludio: poema sobre la sabiduría (28:1-28)
- Resumen de Job (29:1–31:40)

La sección del diálogo está compuesta en formato poético, con una sintaxis y una gramática distintivas.
El capítulo 16 consta de tres partes:
- Job considera a sus amigos «consoladores miserables» (versículos 1-5)
- Job lamenta cómo le trata Dios (versículos 6-17)
- Job considera «la posibilidad de un testigo celestial» (versículos 18-22)[16]

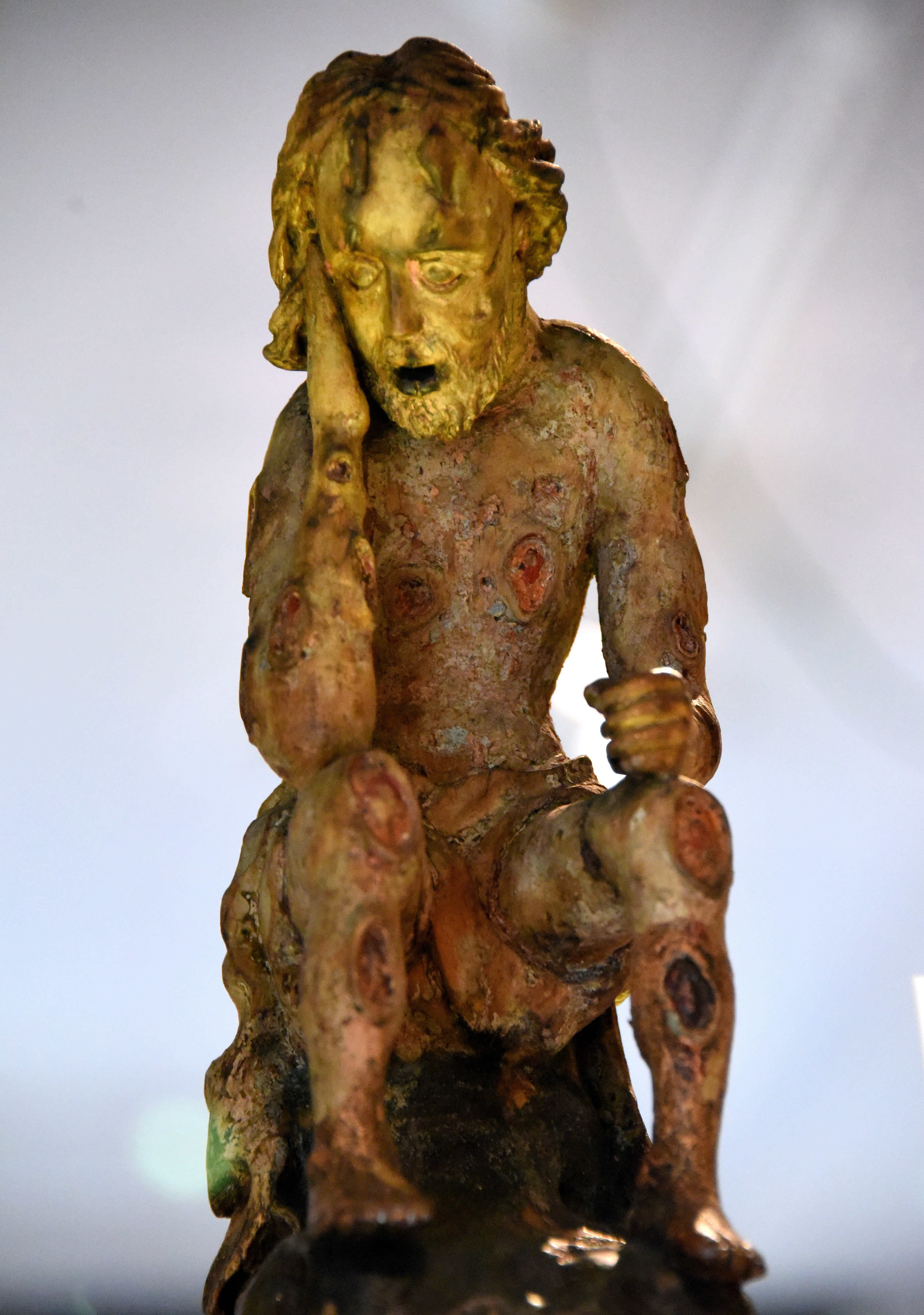
Figura de madera tallada de Job. Probablemente de Alemania, 1750-1850 d. C. Colección Wellcome, Londres.

## Job reflexiona sobre sus amigos como consoladores miserables (16:1–5)
Job comienza su primer discurso en la segunda ronda de la conversación con sus amigos quejándose de que todos ellos son consoladores miserables, que no le dicen nada nuevo, ya que ha oído muchas cosas como las que ellos dicen (versículo 2a) y que él también podría hablar como ellos (versículo 4a). Job señala que sus amigos encadenan palabras mientras sacuden la cabeza, no con simpatía, sino con burla, en su contra (cf. Salmo 22:7; 109:25), en lugar de decir algo útil, como él haría si estuviera en su lugar (versículo 5).

### Versículo 5
[Job dijo:] Podría fortaleceros con mi boca,
y el consuelo de mis labios aliviaría vuestro dolor.
- «Aliviar»: traducido del verbo en hebreo יַחְשֹׂךְ, «yakhsokh», que significa «refrenar; retener».[19] Si sus papeles se invirtieran, Job proporcionaría a sus amigos palabras de consuelo en su dolor, no acusaciones que echaran sal en la herida, como ellos habían hecho hasta entonces con Job.[20]

## Job se queja del trato de Dios y desea la ayuda de un testigo celestial (16:6–22)
Job afirma que su dolor no se alivia ni hablando ni callando, ya que cree firmemente que Dios está al mando del mundo y trata a Job como le place (versículos 12-14). Por lo tanto, Job pidió ayuda a una figura celestial, que defenderá su caso ante Dios (versículo 21; cf. Job 9:33; 19:25; 31:35).

### Versículo 20
Mis amigos se burlan de mí,
pero yo derramo mis lágrimas ante Dios.

### Versículo 21
[Job dijo:] ¡Ojalá alguien intercediera por un hombre ante Dios,
como un hombre intercede por su prójimo!.
- «Como un hombre suplica»: la palabra «hombre» se traduce de la expresión en hebreo «hijo del hombre» (בן־אדם, “'ḇen-’āḏām”').[25]
- «Vecino»: o «amigo».[26]

## Comentarios

### De la Iglesia católica

#### Al versículo 7
El texto hebreo de este versículo presenta cierta ambigüedad, ya que en su primera parte el sujeto del verbo no se explicita y podría interpretarse que es Dios quien oprime a Job hasta dejarlo exhausto. No obstante, resulta más coherente entender que el sujeto es el dolor mencionado en el versículo previo, tal como lo traduce la Vulgata. El cambio de la tercera a la segunda persona dentro del mismo versículo refleja la oscilación de sentimientos ante el sufrimiento y en la relación directa con Dios, a quien Job se dirige. Tomás de Aquino señala que la intensidad del dolor puede disminuir la capacidad de razonar con claridad.

El dolor me ha impedido usar la razón con facilidad y libertad, como antes solía hacer. Porque, cuando hay un dolor vehemente en los sentidos, conviene que los deseos del alma eviten cualquier consideración intelectual.